# اختبار اللغة الصينية كلغة أجنبية
اختبار اللغة الصينية كلغة أجنبية (TOCFL) ( Chinese) هو اختبار الكفاءة في اللغة الصينية الماندرين في تايوان . تدار من قبل اللجنة التوجيهية لاختبار الكفاءة- Huayu (SC-TOP) ( Chinese). اللجنة تحت إشراف وزارة التربية والتعليم في جمهورية الصين . كان يُعرف الاختبار سابقًا باسم TOP أو اختبار الكفاءة - هايوي .
بالنسبة للأطفال الذين تتراوح أعمارهم بين 7 و 12 عامًا، يوجد اختبار خاص بالعمر يسمى شهادة كفاءة الأطفال الصينية (أو CCCC ، Chinese ).
لا يمكن إجراء الاختبار في البر الرئيسي للصين أو هونغ كونغ أو ماكاو ، حيث يمكن إجراء اختبار HSK الخاص بجمهورية الصين الشعبية فقط. على العكس من ذلك، فإن امتحان HSK غير متوفر في جزيرة فورموزا الرئيسية في تايوان أو كينمن أو أي من المناطق التي تسيطر عليها جمهورية الصين.

## الغرض والاستخدام
سوف يحصل المتقدمون لاختبار TOCFL الذين يصلون إلى متطلبات المستوى على شهادة، والتي يمكن أن تكون بمثابة مؤهلات الكفاءة في اللغة الصينية من أجل:
- التقديم إلى منحة تايوان الدراسية .
- تنطبق على البرامج الأكاديمية في الكليات أو الجامعات في تايوان ، كمرجع لموضوع اللغة الصينية.
- تقديم دليل على الوظيفة المطلوبة لكفاءة اللغة.

حاليا الكثير من   برامج البكالوريوس والدراسات العليا في تايوان تعتمد شهادة TOCFL كشرط للقبول أو كتقدير لمقدّم اللغة الصينية للمتقدم. بالإضافة إلى ذلك، تعتمد العديد من الشركات الدولية في تايوان، مثل LG ، TOCFL كمرجع لبرامج إرسال موظفيها. تشير العديد من الشركات الأجنبية أيضًا إلى شهادات TOCFL للمرشحين عند التوظيف.

## الامتحانات
تم تصميم TOCFL لغير الناطقين بها في الماندرين. أولئك الذين يرغبون في معرفة مستوى إجادتهم في اللغة الماندرين الصينية، وأولئك الذين يرغبون في الدراسة أو العمل أو ممارسة الأعمال التجارية في البلدان أو السياقات الناطقة بالصينية، مدعوون للتسجيل في الاختبار. يوضح الجدول التالي ساعات التعلم المقترحة للغة الماندرين الصينية وقاعدة المفردات المقترحة في كل مستوى اختبار.
| فرقة  | مستوى     | ساعات التعلم المقترحة | عدد الكلمات |
| ----- | --------- | --------------------- | ----------- |
| مبتدئ | المبتدئ 1 | 30-120 ساعة           | 146         |
| مبتدئ | المبتدئ 2 | 30-120 ساعة           | 322         |
| أ     | المستوى 1 | 120-240 ساعة          | 502         |
| أ     | المستوي 2 | 240-360 ساعة          | 999         |
| ب     | مستوى 3   | 360-480 ساعة          | 2482        |
| ب     | مستوى 4   | 480-960 ساعة          | 4960        |
| C     | مستوى 5   | 960-1920 ساعة         | 7945        |
| C     | المستوى 6 | فوق 1920 ساعة         | 7945        |

## روابط خارجية
- اللجنة التوجيهية لاختبار الكفاءة- Huayu